# Marine Malice 2 : Le Mystère de l'école hantée
 (février 2014).
Si vous disposez d'ouvrages ou d'articles de référence ou si vous connaissez des sites web de qualité traitant du thème abordé ici, merci de compléter l'article en donnant les références utiles à sa vérifiabilité et en les liant à la section « Notes et références ».
Marine Malice 2 : Le Mystère de l'école hantée est un jeu vidéo développé par Humongous et édité par Ubisoft sorti en 1996. C'est le deuxième jeu de la série principale de Marine Malice.

## Résumé
Alors que Marine Malice et Luther arrivent à l'école, ils trouvent les autres élèves terrorisés. Un fantôme leur aurait dérobé tous leurs jouets... C'est alors que le fantôme arrive et vole le jouet de Luther. Marine Malice et Luther sont bien décidés à élucider ce mystère. Ils décident donc de monter un piège pour capturer le fantôme, mais pour cela, ils vont devoir trouver quelques objets (disposés aléatoirement, comme tous les éléments principaux dans les jeux d'Humongous)...

## Liste des objets à trouver
- Casque de scaphandre
- Trident
- Clé à molette
- Poulie
- Corde
- Bouée
- Tuyau
- Bouchon
- Roue de landau (vanne de sous-marin)

## Liste des personnages
- Marine Malice : Brigitte Lecordier
- Luther : William Coryn
- Don Calamaro, qui est responsable du vol de jouets et qui était déjà responsable du vol des graines d'algues dans Marine Malice 1.
- Les deux requins qui travaillent pour Don Calamaro et qui se cachent dans le déguisement du fantôme
- Autre voix : Gérard Loussine